# Station Amay
Station Amay is een spoorwegstation langs spoorlijn 125 (Namen - Luik) in de gemeente Amay. Het is nu een stopplaats.

## Treindienst
| Serie       | Treinsoort          | Route | Bijzonderheden                                                                                                  |
| ----------- | ------------------- | --- | --- |
| L 4950      | L-trein (NMBS)      | Luik-Guillemins – Amay – Hoei – Namen                                                                           | |
| P 7460/8460 | Piekuurtrein (NMBS) | Statte – Amay – Luik-Guillemins                                                                                 | Rijdt alleen op werkdagen.                                                                                      |
| P 7480/8480 | Piekuurtrein (NMBS) | [ Hoei – Namen ] / [ Herstal – Luik-Sint-Lambertus – Luik-Guillemins – [ Rivage – Gouvy ] / [ Amay – Statte ] ] | Rijdt alleen op werkdagen. Een trein vanuit Herstal naar Gouvy. Twee treinen per richting tussen Hoei en Namen. |

## Reizigerstellingen
De grafiek en tabel geven het gemiddeld aantal instappende reizigers weer op een week-, zater- en zondag.
| Tabel: aantal instappende reizigers station Amay | Tabel: aantal instappende reizigers station Amay | Tabel: aantal instappende reizigers station Amay | Tabel: aantal instappende reizigers station Amay |
|                                                  | Weekdag                                          | Zaterdag                                         | Zondag                                           |
| ------------------------------------------------ | ------------------------------------------------ | ------------------------------------------------ | ------------------------------------------------ |
| 1977                                             | 551                                              | 142                                              | 99                                               |
| 1978                                             | 565                                              | 182                                              | 92                                               |
| 1979                                             | 525                                              | 135                                              | 97                                               |
| 1980                                             | 490                                              | 162                                              | 34                                               |
| 1981                                             | 534                                              | 142                                              | 64                                               |
| 1982                                             | 430                                              | 155                                              | 60                                               |
| 1983                                             | 454                                              | 118                                              | 43                                               |
| 1984                                             | 394                                              | 90                                               | 80                                               |
| 1985                                             | 398                                              | 87                                               | 54                                               |
| 1986                                             | 391                                              | 93                                               | 68                                               |
| 1987                                             | 375                                              | 120                                              | 65                                               |
| 1988                                             | 360                                              | 107                                              | 72                                               |
| 1989                                             | 383                                              | 108                                              | 78                                               |
| 1990                                             | 269                                              | 99                                               | 70                                               |
| 1991                                             | 347                                              | 101                                              | 72                                               |
| 1992                                             | 343                                              | 116                                              | 80                                               |
| 1993                                             | 259                                              | 98                                               | 81                                               |
| 1994                                             | 305                                              | 92                                               | 78                                               |
| 1995                                             | 259                                              | 95                                               | 57                                               |
| 1996                                             | 290                                              | 92                                               | 45                                               |
| 1997                                             | 333                                              | 82                                               | 68                                               |
| 1998                                             | 321                                              | 92                                               | 57                                               |
| 1999                                             | 256                                              | 71                                               | 42                                               |
| 2000                                             | 310                                              | 88                                               | 66                                               |
| 2001                                             | 249                                              | 73                                               | 41                                               |
| 2002                                             | 249                                              | 70                                               | 40                                               |
| 2003                                             | 252                                              | 76                                               | 56                                               |
| 2004                                             | 199                                              | 87                                               | 43                                               |
| 2005                                             | 272                                              | 68                                               | 46                                               |
| 2006                                             | 278                                              | 82                                               | 53                                               |
| 2007                                             | 254                                              | 70                                               | 57                                               |
| 2008                                             | -                                                | -                                                | -                                                |
| 2009                                             | 284                                              | 83                                               | 45                                               |
| 2010                                             | -                                                | -                                                | -                                                |
| 2011                                             | -                                                | -                                                | -                                                |
| 2012                                             | 367                                              | 89                                               | 59                                               |
| 2013                                             | 360                                              | 91                                               | 68                                               |
| 2014                                             | 309                                              | 97                                               | 53                                               |
| 2015                                             | 253                                              | 77                                               | 72                                               |
| 2016                                             | 275                                              | 89                                               | 55                                               |
| 2017                                             | 275                                              | 70                                               | 76                                               |
| 2018                                             | 274                                              | 90                                               | 71                                               |
| 2019                                             | 262                                              | 68                                               | 50                                               |
| 2020                                             | 204                                              | 80                                               | 48                                               |
| 2021                                             | -                                                | -                                                | -                                                |
| 2022                                             | 300                                              | 81                                               | 84                                               |
| 2023                                             | 314                                              | 86                                               | 67                                               |
| 2024                                             | 314                                              | 67                                               | 76                                               |

0,0: Luik-Guillemins ·
1,1: Val-Benoît ·
2,9: Sclessin ·
5,1: Tilleur ·
6,4: Pont-de-Seraing ·
7,3: Jemeppe-sur-Meuse ·
9,3: Flémalle-Grande ·
10,0: Leman ·
11,2: Flémalle-Haute ·
12,3: Chokier ·
14,0: Aigremont ·
15,3: Engis ·
17,3: La Mallieue ·
18,8: Hermalle-sous-Huy ·
21,2: Haute-Flône ·
22,5: Amay ·
24,9: Ampsin ·
27,9: Corphalie ·
29,4: Hoei ·
30,4: Statte ·
32,7: Bas-Oha ·
35,7: Java ·
40,3: Andenne ·
41,7: Château-de-Seilles ·
46,5: Sclaigneaux ·
48,8: Namêche ·
51,5: Marche-les-Dames ·
54,7: Beez ·
57,1: Faubourg-Saint-Nicolas ·
59,5: Namen